# Москва-Пасажирська-Смоленська
Москва-Пасажирська-Смоленська, також Білоруський вокзал (у 1870—1871 — Смоленський, у 1871—1912 і у 1917—1922 — Брестський, у 1912—1917 — Олександрівський, у 1922—1936 — Білорусько-Балтійський) що є пасажирським терміналом станції Москва-Пасажирська-Смоленська, один з десяти залізничних вокзалів Москви. Білоруський вокзал входить до Московської регіональної дирекції Дирекції залізничних вокзалів.)
Станція Москва-Пасажирська-Смоленська Московської залізниці входить до Московсько-Смоленського центру організації роботи залізничних станцій ДЦС-3 Московської дирекції управління рухом. За основним застосуванням є пасажирською, за обсягом роботи — позакласною. Є початковим пунктом Смоленського (Білоруського) напрямку МЗ, як частини магістралі Москва — Мінськ. Не є тупиковою — лінія продовжується далі, як Олексіївська сполучна лінія.

## Коротка характеристика
Обслуговує поїзда далекого прямування західного і південно-західного напрямків, а також по одному поїзду північно-східного (по Савеловській гілці, на Рибінськ) і південного (на Анапу через Тулу, Курськ, Вороніж, Ростов-на-Дону) напрямків.
Також обслуговує приміські електропоїзди Смоленського (Білоруського) напрямку Московської залізниці до кінцевих зупинок Усово, Одинцово, Голіцино, Кубинка I, Можайськ (у тому числі «експрес»), Бородіно, Звенигород (у т. ч. «експрес»). Крім того, через станцію електропоїзди прямують на Савеловський і Курський напрямки. Обслуговується Аероекспрес до аеропорту «Шереметьєво». До 18 травня 2015 року електропоїзди прямували також і далі до Гагаріна, а наприкінці 2012 року — до Вязьми, на початку 2016 року проїзд до цих станцій приміськими поїздами тільки з пересадкою в Можайську/Бородіно.
Пасажиропотік станції дорівнює 1,5 тис. чоловік/годину.
Під'їзд пасажирів до станції забезпечується в основному через станції метро «Білоруська» Кільцевої і Замоскворецької ліній.

## Далеке прямування по станції
З Білоруського вокзалу станом на липень 2018 року поїзди далекого прямування відправляються і прибувають за наступними напрямками:
| № потяга                 | Маршрут прямування             | № потяга                 | Маршрут прямування             |
| ------------------------ | ------------------------------ | ------------------------ | ------------------------------ |
| 1 «Білорусь»             | Москва — Мінськ                | 2 «Білорусь»             | Мінськ — Москва                |
| 3 «Слов'янський експрес» | Москва — Брест                 | 4 «Слов'янський експрес» | Брест — Москва                 |
| 5 «Лієтува»              | Москва — Вільнюс (по 12.12.15) | 6 «Лієтува»              | Вільнюс — Москва (по 12.12.15) |
| 7 «Слов'янський експрес» | Москва — Брест                 | 8 «Слов'янський експрес» | Брест — Москва                 |
| 9 «Полонез»              | Москва — Варшава               | 10 «Полонез»             | Варшава — Москва               |
| 17                       | Москва — Ніцца                 | 18                       | Ніцца — Москва                 |
| 21                       | Москва — Прага                 | 22                       | Прага — Москва                 |
| 23                       | Москва — Париж                 | 24                       | Париж — Москва                 |
| 25                       | Москва — Мінськ                | 26                       | Мінськ — Москва                |
| 27                       | Москва — Брест                 | 28                       | Брест — Москва                 |
| 29 «Янтар»               | Москва — Калінінград           | 30 «Янтар»               | Калінінград — Москва           |
| 33                       | Москва — Смоленськ             | 34                       | Смоленськ — Москва             |
| 39 «Двіна»               | Москва — Полоцьк               | 39 «Двіна»               | Полоцьк — Москва               |
| 55 «Сож»                 | Москва — Гомель, Могильов      | 55 «Сож»                 | Гомель, Могильов — Москва      |
| 63                       | Новосибірськ — Мінськ          | 64                       | Мінськ — Новосибірськ          |
| 75                       | Москва — Гомель                | 76                       | Гомель — Москва                |
| 95                       | Москва — Брест                 | 96                       | Брест — Москва                 |
| 103                      | Новосибірськ — Брест           | 104                      | Брест — Новосибірськ           |
| 109                      | Анапа — Москва                 | 110                      | Москва — Анапа                 |
| 131                      | Москва — Брест                 | 132                      | Брест — Москва                 |
| 133                      | Архангельськ — Мінськ          | 134                      | Мінськ — Архангельськ          |
| 601 «Рибінськ»           | Рибінськ — Москва              | 602 «Рибінськ»           | Москва — Рибінськ              |
| 745 «Ластівка»           | Москва — Смоленськ             | 746 «Ластівка»           | Смоленськ — Москва             |
| 747 «Ластівка»           | Москва — Смоленськ             | 748 «Ластівка»           | Смоленськ — Москва             |

## Історія
Будівництво залізниці від Москви до Смоленська, а потім у напрямку Мінська і Варшави, почалося у другій половині 1860-х років. Залізниця мала назву — Московсько-Смоленська. Будівництво вокзалу, що отримав назву Смоленський, почалося наприкінці квітня 1869 року. Урочисте відкриття Московсько-Смоленської залізниці відбулося 19 вересня 1870 року. Вокзал став шостим за рахунком в Москві.
У листопаді 1871 року, після подовження залізниці до Бреста, вокзал став називатися Брестським. На початку 1890-х років рух став двоколійним, а платформа відправлення була лише одна. До реконструкції вокзалу, який вже не вміщав в себе пасажирів, приступили лише у 1907 році.
15 травня 1910 року відкрили праве крило нового вокзалу, 26 лютого 1912 року — ліве. Автором проєкту був архітектор Іван Струков.
4 травня 1912 року залізниця була перейменована на Олександрівську, вокзал став називатися Олександрівським'. У серпні 1922 року Олександрівська і Московсько-Балтійська залізниці були об'єднані в Московсько-Білорусько-Балтійську, тому вокзал був перейменований на Білорусько-Балтійський. У травні 1936 року, після чергової реорганізації залізниць, вокзал отримав свою нинішню назву — Білоруський.

## Аероекспрес
27 вересня 2007 року компанія «Аероекспрес» розпочала реконструкцію для організації залізничного сполучення з аеропортом Шереметьєво. Проєкт реконструкції частини вокзалу оцінювався в $ 7700000 і припускав будівництво нового терміналу, який став однією з центральних ланок у залізничному сполученні між Москвою і аеропортом.
Новий аеровокзал розташувався в четвертому залі Білоруського вокзалу і зайняв площу 600 м². Тут пасажири, що відлітають з Шереметьєво, можуть пройти реєстрацію на авіарейси, використовуючи кіоски самостійної реєстрації. Реєстрація багажу в міському терміналі була скасована 1 грудня 2010 року в зв'язку з різким збільшенням кількості пасажирів. Вартість поїздки складає 450 рублів (1000 рублів для бізнес-класу). Термінал відкрився 27 серпня 2009 року.
Залізничні експреси в Шереметьєво відправляються з Білоруського вокзалу і доставляють пасажирів до станції Аеропорт Шереметьєво.

## Ресурси Інтернету
- Official Belorussky station website [Архівовано 28 березня 2010 у Wayback Machine.] (рос.)
- Российские Железные Дороги — Russian Railways [Архівовано 14 квітня 2011 у Wayback Machine.] (англ.) (рос.)
- Aeroexpress (англ.) (рос.)
- Беларуская Чыгунка — Belarusian Railways [Архівовано 3 березня 2016 у Wayback Machine.] (англ.) (рос.)
- Lietuvos Geležinkeliai — Lithuanian Railways (англ.) (лит.) (рос.)
- Polskie Koleje Państwowe SA — Polish State Railways [Архівовано 22 червня 2007 у Wayback Machine.] (пол.)
- České dráhy — Czech Railways [Архівовано 10 січня 2016 у Wayback Machine.] (чес.)

| Попередня зупинка | Лінія | Лінія                                    | Лінія | Наступна зупинка                 |
| ----------------- | ----- | ---------------------------------------- | ----- | -------------------------------- |
| Савеловська       |       | Москва-Тов-Смоленська — Москва-Бутирська |       | Москва-Товарна-Смоленська Бігова |